# أولاد عزيز (عين الحمام)
أولاد عزيز هو دُوَّار يقع بجماعة بني فراسن، إقليم تازة، جهة فاس مكناس في المملكة المغربية. ينتمي الدوّار لمشيخة عين الحمام التي تضم 5 دواوير. يقدر عدد سكانه بـ 910 نسمة حسب الإحصاء الرسمي للسكان والسكنى لسنة 2004.

## روابط خارجية
- البوابة الوطنية للجماعات الترابية
- المندوبية السامية للتخطيط